# كارلوس كولوما
كارلوس كولوما (بالإسبانية: Carlos Coloma)‏ هو عسكري ودبلوماسي وكاتب إسباني، ولد في 1567 في إلدا في إسبانيا، وتوفي في 23 نوفمبر 1637 في مدريد في إسبانيا.